# Коркуе сир Лоњ
Коркуе сир Лоњ (фр. Corcoué-sur-Logne) насеље је и општина у западној Француској у региону Лоара, у департману Атлантска Лоара која припада префектури Нант.
По подацима из 2011. године у општини је живело 2610 становника, а густина насељености је износила 51,8 становника/km². Општина се простире на површини од 50,39 km². Налази се на средњој надморској висини од 47 метара (максималној 69 m, а минималној 10 m).

## Демографија
| 1962. | 1968. | 1975. | 1982. | 1990. | 1999. | 2011. |
| ----- | ----- | ----- | ----- | ----- | ----- | ----- |
| 1.857 | 1.942 | 1.812 | 1.918 | 1.959 | 1.990 | 2.610 |

График промене броја становника у току последњих година